# Konstantin Vassiljev
Konstantin Vassiljev, född 16 augusti 1984 i Tallinn, Estniska SSR, är en estländsk fotbollsspelare som sedan 2019 spelar i estniska Flora Tallinn. Han spelar även för Estlands landslag, där han har spelat mer 119 landskamper och är idag lagkapten. Han vann Meistriliiga med Levadia Tallinn tre gånger mellan 2004 och 2007.
Vassiljev har blivit utsedd till Estlands bästa fotbollsspelare vid tre tillfällen: 2010, 2011 och 2013. Han har därtill vunnit utmärkelsen Hõbepall (Silverbollen), ett pris för det vackraste målet för Estlands herrlandslag under det gångna året, sju gånger.

## Meriter
Levadia Tallinn
- Meistriliiga: 2004, 2006, 2007
- Estländska cupen: 2004, 2005, 2007

Individuellt
- Årets spelare i Estland: 2010, 2011, 2013